# Corso Donati
(Dino Compagni, in Cronica delle cose occorrenti ne' tempi suoi)
Corso Donati, detto Il Grande Barone (Firenze, 1250 circa – Firenze, 6 ottobre 1308), è stato un militare e politico italiano, tra i principali personaggi storici della Firenze medievale.

## Biografia
Corso Donati nacque a Firenze intorno al 1250 da Simone Donati e Contessa, detta "Tessa", la cui casata non è nota. Aveva tre fratelli, Forese, Maso e Sinibaldo, e due sorelle, Gemma e Piccarda.

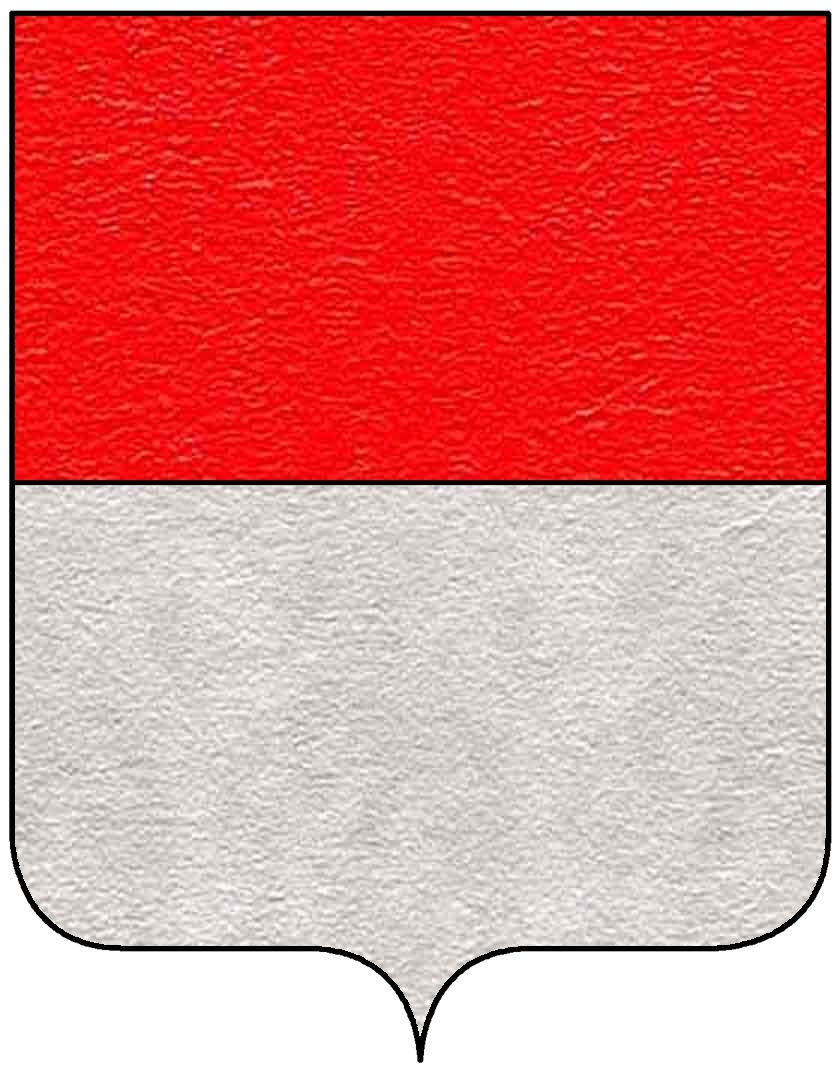
Stemma della famiglia Donati

Fu a capo della fazione dei "donateschi", chiamati poi "guelfi neri", fu un uomo facinoroso e fiero, soprannominato anche Il Barone per i suoi modi inclini al motteggio e all'offesa. Verso la fine del XIII secolo, dopo essere rimasto vedovo, fece una promessa di matrimonio con Tessa Ubertini, imparentata con i Cerchi da parte di padre, ma negò un'eredità che spettava alla donna ai suoi parenti, creando il primo motivo di inimicizia tra Cerchi e Donati. Il matrimonio avvenne nel 1296, ma già nel 1302 egli si risposò per la terza volta con una figlia di Uguccione della Faggiola.
Nel 1289 partecipò al fianco dei fiorentini (guelfi), comandando l'esercito dei cavalieri di Pistoia, alla battaglia di Campaldino, contro gli aretini (ghibellini) risultandone il vero protagonista: al comando delle riserve pistoiesi guidò senza aver ricevuto alcun ordine, la carica contro il fianco destro dello schieramento avversario in quel momento in procinto di prevalere sui fiorentini, provocando la rotta del nemico che riparò agli ordini di un Guidi nel castello di Poppi, in seguito assediato e quindi garantendo la vittoria di Firenze.
Fu esiliato dai Bianchi nel 1299, ma tornò trionfalmente in città nel 1301 con l'aiuto di Papa Bonifacio VIII, riprendendo i suoi vecchi modi da "barone" e cercando di trarre il massimo profitto dalla sua vittoria e aspirando al governo della città, tanto da inimicarsi i suoi stessi compagni del partito dei Neri. Nel 1304 uscì indenne da un attentato. Nel 1308 la signoria lo condannò assieme a Gherardo Bordoni come ribelle e traditore. Un moto spontaneo della folla lo costrinse a fuggire precipitosamente dalla città il 6 ottobre, mentre il popolo saccheggiava le sue case. Inseguito, nella fuga cadde da cavallo rimanendo però impigliato in una staffa: fu così raggiunto dai suoi nemici che lo finirono presso San Salvi. Fu raccolto dai frati vallombrosani e sepolto nell'attigua chiesa.

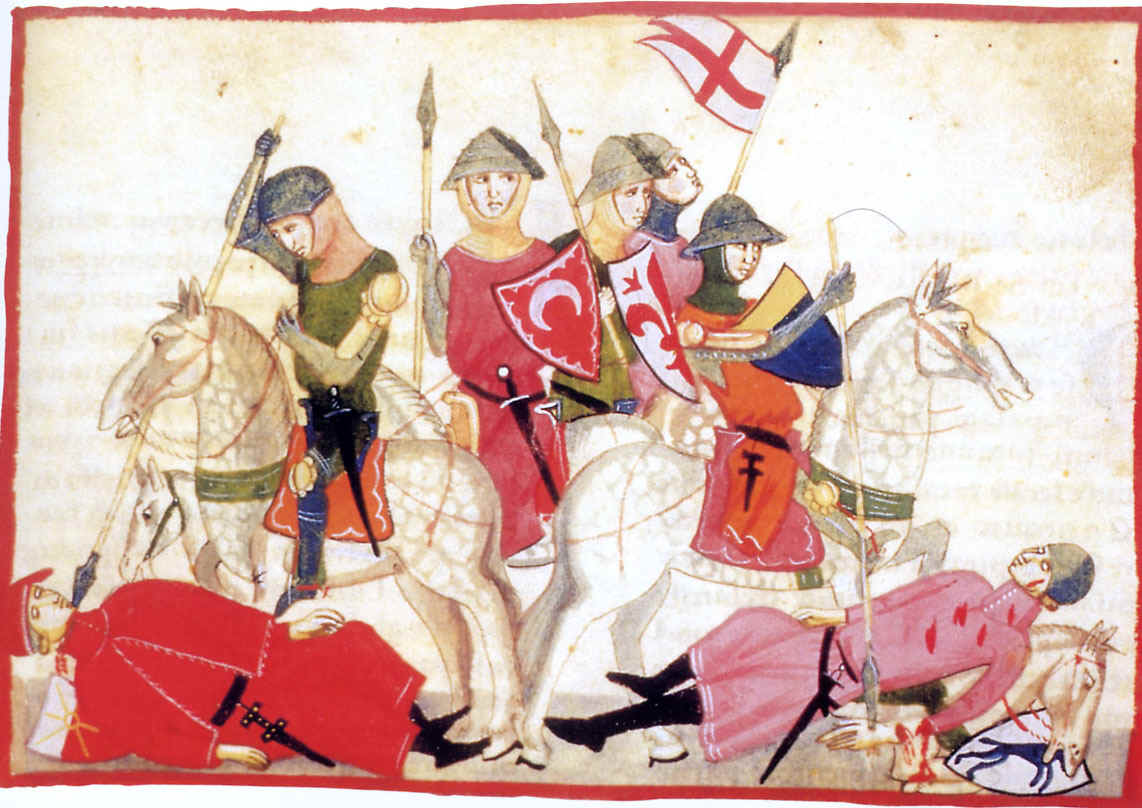
La fine di Corso Donati (in basso a sinistra), miniatura contenuta nella Nova Cronica di Giovanni Villani

Corso Donati fu favorito in un arbitrato che lo vedeva contrapposto alla madre della sua seconda moglie Tessa, Giovanna Ubertini, da parte del magistrato Baldo d'Agugliano.
Dante lo citò indirettamente senza riportarne il nome nel Purgatorio (Canto XXIV, v. 82-87) attraverso una profezia fatta recitare da suo fratello Forese Donati e in cui lo destina all'Inferno. In quei versi è stato notato un certo compiacimento del poeta per la triste sorte dell'avversario:
(Purgatorio XXIV, 82-87)